# Трговишки Тимок
Трговишки Тимок (Стрма река) је река у источној Србији. Извире на западним падинама Старе планине испод Миџора, мање од једног километра од бугарске границе под именом Стрма река. Од села Кална добија име Трговишки Тимок по Трговишту, месту код Књажевца, затим се спаја са Сврљишким Тимоком и заједно чине Бели Тимок.
Трговишки Тимок је десна притока Белог Тимока. Дужина му је 50,5 km, а површина слива је 523 km². Настаје спајањем Црновршке и Ћуштичке реке у селу Балта Бериловац на 408 м надморске висине. Он протиче кроз уску долину, дубоку 500 м. Низводније прелази у клисуру с местимичним изгледом кањона који је низводно од ушћа Габровничке реке непроходан у дужини од 3,5 km. У близини Књажевца река се пробија кроз Коренатачку клисуру. Она лежи између села Штрпца и Трговишта и повезује Књажевачку котлину са узводним делом долине. Дугачка је 5,5 km, а широка 80 - 350 m и дубока 160 - 250 m. Долина се потом све више шири и њено заравњено дно испред сутоке са Сврљишким Тимоком достиже ширину од 1 km.
Просечан протицај Трговишког Тимока износи код Књажевца око 5 m³/s, максимални 80, а минимални само 0,3 m³/s. Пошто одводњава падавине Старе планине, слив је богат водом и просечна густина речне мреже износи 1 138 m/km². Већина водотока су бујице, с великим падовима и великом ерозивном моћи. Ексцесивном, јаком и средњом ерозијом захваћено је чак 57,5% површине слива Трговишког Тимока.